# Constitución yugoslava de 1963
La Constitución yugoslava de 1963 fue la tercera constitución  de la República Federal Socialista de Yugoslavia.  Entró en vigencia el 7 de abril de 1963. Esta constitución fue el resultado de la creencia por parte de las estructuras gobernantes que las relaciones de yugoslavas de autosuficiencia habían sido superadas y que la sociedad merecía una nueva y última definición constitucional.
La Asamblea Federal parlamentaria (Skupština) fue dividida en una cámara general, la Cámara Federal y cuatro cámaras a las que se les otorgaron responsabilidades burocráticas. La constitución dictaminó que las repúblicas individuales serían representadas sólo en la Cámara de las Nacionalidades, una parte de la Cámara Federal. Que en 1967 se convirtió en una cámara independiente dentro de la Asamblea.
El presidente Josip Broz Tito mantuvo su posición como presidente del partido pero renunció a su posición estatal como el presidente del Consejo Ejecutivo Federal, un cambio que separó aun más las funciones del partido y las del estado. La constitución de 1963 también introdujo el concepto de rotación, el cual prohibía mantener posiciones ejecutivas de alto y bajo nivel por más de dos mandatos de cuatro años. Además, extendió los derechos humanos y civiles y estableció la garantía del debido proceso en la justicia.
La constitución dejó de estar en vigencia por la adopción de una cuarta y última constitución en 1974.

## Regulaciones
La definición del estado está caracterizada, no solo por la característica de ser un estado federal, pero también una comunidad socialista democrática, lo que se suponía que indicaba una tendencia hacia el ideal marxista de la extinción del Estado.
La propiedad pública, autogestión obrera y la autogestión de los trabajadores en el nivel micro y macro fueron declarados los conceptos base del planeamiento económico.
El derecho para la autogestión social se declaró intocable y los distritos en el estado (municipios, condados, provincias autónomas de Serbia, Repúblicas Socialistas y la Federación en sí misma), se convirtieron en socio-comunidades políticas. En la regulación todavía nunca vista en ley constitucional, la jerarquía entre estas unidades fue destruida y un sistema de derechos y obligaciones mutuos fue introducido.
La Asamblea Federal fue proclamada como la autoridad más alta de gobierno y autogobierno social, y en la asamblea federal y republicana se introdujeron más comunidades de trabajadores. Las asambleas de las provincias autónomas podían tener aun más.
El presidente de la República se independizó del Consejo Federal Ejecutivo y se convirtió en una autoridad autónoma de la federación. El Tribunal Constitucional de Yugoslavia y los tribunales constitucionales de las repúblicas de miembro fueron introducidos.

## En la práctica
42 enmiendas fueron añadidas a esta Constitución hasta la adopción de la nueva Constitución yugoslava de 1974. Esto demuestra que la estabilidad de las instituciones no fue conseguida a largo plazo, nuevas enmiendas fortalecieron las posición de las provincias autónomas e introdujeron nuevas áreas de autogobierno, rebajando los poderes de las agencias federales.